# Cold Meat Industry
Cold Meat Industry er et svensk uafhængigt pladeselskab grundlagt i 1987, som specialiserer sig i Dark ambient, Death Industrial, Noise music og Neo-Classical. 

## Udvalgte kunstnere
- Aghast
- Arcana
- Atrium Carceri
- Brighter Death Now
- Coph Nia
- Desiderii Marginis
- Deutsch Nepal
- In Slaughter Natives
- Institut
- MZ.412
- Ordo Rosarius Equilibrio
- Pimentola
- The Protagonist
- Raison d'être
- Rome
- Sanctum
- Sephiroth